# Feralia
Les Feralia sont, dans la Rome antique, des fêtes annuelles célébrées à Rome durant le mois de février, en l'honneur des morts. Le nom s'applique spécialement au dernier jour de la fête des Parentalia, c'est-à-dire au jour où les Mânes étaient l'objet d'hommages publics, offerts par la cité entière : c'est, à proprement parler, le jour des Morts dans la religion romaine.

## Étymologie
L'étymologie du mot Feralia est incertaine, et la quantité de la première syllabe varie. On le dérivait tantôt de fero (en latin porter) : a ferendis epulis ; tantôt de ferio (abattre : a feriendis pecudibus. Le mot est certainement en rapport avec inferi (ceux d'en bas, des enfers), car on appelait inferiae le sacrifice offert aux Mânes. 
Dans les calendriers les plus récents, sans doute sous l'influence d'idées philosophiques qui précisèrent la croyance à la divinisation des Mânes, les Feralia s'appellent Genialia et les jeux, dont la fête devient l'occasion, sont dénommés : ludi genialici.

## Légende
Au temps d'Auguste, on attribuait l'institution des Feralia à Énée qui les aurait célébrés pour la première fois, afin de perpétuer le souvenir de son père Anchise. La légende raconte que, tombées en désuétude, les pratiques en furent rétablies à la suite d'une peste par laquelle les Mânes se seraient vengés de l'oubli où on les avait laissés. Elles furent dès lors parmi les plus chères à la piété des Romains. 

## Déroulement
Les calendriers conservés et un passage des lettres de Cicéron placent ce jour des Morts au 21 février.
La période complète des fêtes, dont ce jour était la conclusion, commençait le 13 par la parentatio virginis Vestalis. Les jours qui suivaient étaient les Parentalia, jours destinés à honorer les morts à titre privé.
On inclut quelquefois dans les Feralia la journée du 22 février, qui était celle de Caristia ou Cara Cognatio, fête de famille destinée à resserrer l'affection entre les vivants au lendemain des hommages rendus aux morts.
Il est aussi question de Feralia célébrés en décembre : Cicéron les fait concorder avec les modifications introduites dans le calendrier par le roi Numa.

## Rites
Durant les Feralia, toutes les affaires vaquaient, les temples étaient fermés et les autels éteints; on s'abstenait de contracter mariage. Les offrandes faites aux Mânes étaient les mêmes que celles du Novemdiale, c'est-à-dire de la cérémonie accomplie le neuvième jour après les funérailles. Les morts se contentaient de peu, de quelques fleurs placées dans les débris d'un vase, de fruits très ordinaires et de grains de sel, ce qui n'excluait pas, pour les riches, le luxe d'offrandes plus distinguées. 
Il va de soi qu'il se mêlait aux honneurs rituels un fort élément de pratiques superstitieuses. Ainsi, Ovide prend occasion des Feralia pour décrire un sacrifice étrange fait au nom d'un groupe de jeunes filles, par une sorte de vieille sorcière, à Tacita ou à Muta, qui n'est autre que Lara, la mère des Lares. Toutefois, ces pratiques se donnaient plus libre cours dans la célébration des Lemuria. 

## Sources
- « Feralia », dans Charles Victor Daremberg et Edmond Saglio (dir.), Dictionnaire des Antiquités grecques et romaines, 1877-1919 [détail de l’édition] (lire en ligne) (« quelques transcriptions d'articles », sur mediterranees.net)